# Stadion 11 Czerwca
Stadion 11 Czerwca (arab.: ملعب 11 يونيو) - wielofunkcyjny stadion sportowy w stolicy Libii, Trypolisie. Pojemność stadionu wynosi 80,000 widzów, co czyni go jednym z największych tego typu obiektów w Afryce. Na stadionie swoje mecze rozgrywa reprezentacja Libii. Stadion był jedną z aren Pucharu Narodów Afryki 1982.